# Vrouwenijshockey

Vrouwenijshockey werd voor het eerst in wedstrijdverband gespeeld in Canada in de jaren 90 van de 19e eeuw. De eerste wedstrijden werden gespeeld door universiteitsteams in Ottawa. Na 1900 werden er competities georganiseerd, vanaf de jaren 20 van de 20e eeuw zelfs op professionele basis. Na de Tweede Wereldoorlog (waarin de meeste sportcompetities stil kwamen te liggen) kwam het vrouwenijshockey langzaam weer op gang.

## Toernooien

### Europees kampioenschap
In de periode 1989-1996 werd 5x het Europees kampioenschap voor vrouwen gespeeld met 4x Finland en 1x Zweden als winnaar. Het aantal deelnemende landen steeg snel van 8 in het eerste toernooi tot 14 in de laatste 2 toernooien maar het wordt niet meer gespeeld sinds elk jaar een wereldkampioenschap of Olympische Spelen wordt georganiseerd.

### Wereldkampioenschap
Het wereldkampioenschap wordt (na het  World Women's Hockey Tournament in 1987 als voorloper) gespeeld vanaf 1990 (sinds 1997 jaarlijks behalve in Olympische jaren). De enige winnaars zijn Canada (10x) en de Verenigde Staten (8x) met Finland als grossier in bronzen medailles (12x). Het aantal deelnemende landen is van 8 (op basis van invitatie) in 1990 gestegen tot 37 (inclusief kwalificatie) in het seizoen 2016/17.

### Olympische Spelen
Sinds 1998 staat vrouwenijshockey op het programma van de Olympische Spelen. De enige winnaars zijn ook hier Canada (4x) en de Verenigde Staten (1x) met Finland als (tweevoudig) recordwinnaar van brons. De Canadese dames Jayna Hefford en Hayley Wickenheiser speelden in alle 5 toernooien met als oogst 4x goud en 1x zilver. Voor de Olympische spelen 2018 zijn de volgende landen gekwalificeerd: Zuid-Korea (als gastland), Canada, Finland, Rusland, Verenigde Staten, Zweden (alle 5 via de IIHF wereldranglijst), Japan en Zwitserland (beide winnaars van een Olympisch kwalificatietoernooi).

### België en Nederland
In België is de animo voor ijshockey onder vrouwen niet bijster groot, daar zijn te weinig clubs voor een competitie. In Nederland wordt een competitie gespeeld door zes vrouwenteams en het Nationaal Vrouwenteam is in 2019 kampioen geworden en gepromoveerd naar divisie 1A (net onder de hoogste divisie). De animo onder vrouwen en meisje is groeiende en ook het U18 team krijgt steeds meer talenten.
Beide landen hebben wel een vertegenwoordigend team dat in het wereldkampioenschap uitkomt. Nederland speelt in het WK van het seizoen 2017/18 in de 2e divisie A en België in de kwalificatie voor de 2e divisie B.